# Domingos Montagner
Domingos Montagner Filho (São Paulo, 26 de fevereiro de 1962 – Canindé de São Francisco, 15 de setembro de 2016) foi um ator, teatrólogo, palhaço, empresário e produtor teatral brasileiro.
Ficou nacionalmente conhecido ao participar da novela Cordel Encantado (2011), pela qual ganhou diversos prêmios como ator revelação. Protagonizou a série O Brado Retumbante (2012) no papel do presidente da República. Interpretou Miguel na novela das seis Sete Vidas (2015), seu primeiro protagonista em uma novela. Seu último trabalho foi na novela das nove Velho Chico (2016), como o protagonista Santo dos Anjos.
Morreu em 15 de setembro de 2016 por afogamento, no Rio São Francisco, no estado de Sergipe, no intervalo de uma de suas gravações da novela das nove Velho Chico, da TV Globo.

## Biografia
Nasceu no bairro paulistano do Tatuapé, numa família de descendentes de italianos. Começou a trabalhar aos dezesseis anos colaborando no bar de seus pais no bairro do Tatuapé. Trabalhou também como office boy e arquivista em uma empresa de engenharia. Esguio, com 1,90 m de altura, chegou a ser atleta do Sport Club Corinthians Paulista jogando handebol. Foi Segundo Tenente do Exército Brasileiro e após deixar o serviço militar formou-se em Educação Física, lecionando na década de 80 em escolas públicas e particulares de São Paulo. Foi assim por quase onze anos, quando deu início à sua carreira artística, aos 27 anos de idade.

## Carreira
Sua carreira artística começou no Circo Escola Picadeiro em 1989, onde conheceu Fernando Sampaio e juntos começaram a fazer várias apresentações de rua como palhaços. Em 1991, ingressou no circo como trapezista e palhaço. Simultaneamente, começou a se dedicar aos estudos para teatro através de curso de interpretação de Myriam Muniz, cursos de dança e outros.

### Teatro
Em 1997, a dupla de palhaços criou o Grupo La Mínima, espetáculo baseado no humor e nas acrobacias. Os espetáculos começaram a ganhar prêmios em 2001 e não pararam mais. Em 2008, os palhaços foram homenageados com o Prêmio Shell de Melhor Ator para Domingos Montagner e Fernando Sampaio, por A Noite dos Palhaços Mudos. Vários trabalhos da dupla estiveram em espetáculos de rua e salas, que percorreram, em quinze anos, dezenas de festivais e temporadas nacionais e internacionais.

### Circo Zanni
Em 2004, Montagner foi um dos nove fundadores do Circo Zanni do qual foi diretor artístico. O circo fundado por Domingos Montagner, Fernando Sampaio, Daniel Pedro, Pablo Nordio, Marcelo Lujan, Luciana Menin, Érica Stoppel, Maíra Campos e Bel Mucci, todos artistas circenses oriundos de escolas de circo, com forte influência do circo tradicional e de outras linguagens cênicas, tais como o teatro, a dança e a música. O Circo Zanni sempre foi um verdadeiro sucesso, realizou inúmeras temporadas, na cidade e estado de São Paulo, em Minas Gerais, Pernambuco e Goiás, superando a marca de 130 mil espectadores.

### Cinema e TV
Domingos estreou na televisão em 1995 na telenovela Tocaia Grande, na extinta Rede Manchete. na sequência fez pequenos papéis na RecordTV em Canoa do Bagre (1997), Marcas da Paixão (2000) e Vidas Cruzadas (2001). Em 2011 ganhou destaque ao interpretar o antagonista Capitão Herculano de Cordel Encantado, na Rede Globo, no qual assinou contrato após o fim da trama. Em 2012, viveu o presidente Paulo Ventura na minissérie O Brado Retumbante. No mesmo ano, interpretou em Salve Jorge o guia turístico Zyah, que se apaixona por Bianca, personagem de Cléo Pires. Em 2013, viveu o ativista Mundo em Joia Rara. Em 2015, foi protagonista na telenovela Sete Vidas, no papel de Miguel, um homem que descobre ter sete filhos, após ser doador de esperma.
No cinema, fez várias participações com destaque ao longa Através da Janela, Segurança Nacional e Gonzaga: De Pai pra Filho (2012), de Breno Silveira. Na televisão sua última atuação foi em 2016, interpretando o personagem Santo, protagonista da telenovela Velho Chico, transmitida pela Rede Globo.

## Vida pessoal
Casado desde 2002 com Luciana Lima, produtora administrativa do grupo La Mínima, Montagner vivia seu segundo casamento e afirmava que sua esposa era sua maior incentivadora. Em 2013 a família chegou a morar por um tempo no Rio de Janeiro, mas fixou residência em Embu das Artes, na Região Metropolitana de São Paulo, distante da capital cerca de 25 km, em um condomínio residencial cercado de muito verde e tranquilidade, com seus três filhos.
| “                     | Se não fosse casado com ela, não seria quem sou hoje. | ” |
| — Domingos Montagner. |                                                       |   |

## Morte
Em 15 de setembro de 2016, durante o horário de almoço das gravações da telenovela Velho Chico, Domingos mergulhou no rio São Francisco, na Região de Canindé de São Francisco, em Sergipe, não conseguindo retornar à terra firme, mesmo sabendo nadar. A atriz Camila Pitanga estava nadando com Montagner e o viu desaparecer nas águas, arrastado pela correnteza. O ator ficou desaparecido durante quatro horas, até seu corpo ser encontrado submerso e já sem vida, a dezoito metros de profundidade. Segundo laudos do Instituto Médico Legal de Sergipe, o resultado da necropsia feita no corpo do ator apontou morte por asfixia mecânica causada por afogamento.
A Polícia Civil de Sergipe finalizou o inquérito no dia 8 de novembro. Concluiu-se que o ator morreu por afogamento de forma "atípica", porém acidental. A despeito de irregularidades no local (ausência de sinalização adequada e salva-vidas), ninguém foi indiciado.
Semanas antes do acontecimento, o personagem interpretado por ele na novela foi salvo por índios, que o encontraram inconsciente no rio São Francisco, depois de ter levado um tiro de seu inimigo na trama, mesmo rio em que o ator perderia a vida.

### Funeral
O velório de Domingos Montagner ocorreu no Teatro Fernando Torres no Tatuapé, bairro onde nasceu, na zona leste de São Paulo e o sepultamento no jazigo da família, no Cemitério da Quarta Parada, no dia 17 de setembro de 2016 por volta do meio-dia, também na zona leste de São Paulo. A pedido da esposa de Montagner, Luciana Lima, tanto o velório como o sepultamento foram reservados apenas a familiares e amigos.

## Filmografia

### Televisão
| Ano     | Título                      | Personagem                   | Notas                                                                |
| ------- | --------------------------- | ---------------------------- | -------------------------------------------------------------------- |
| 1995    | Tocaia Grande               | Celso                        |                                                                      |
| 1997    | Canoa do Bagre              | Marcondes                    |                                                                      |
| 2000    | Marcas da Paixão            | —                            |                                                                      |
| 2001    | Vidas Cruzadas              | Rubens Falcão                |                                                                      |
| 2007–08 | Mothern                     | João                         | Episódio: "Imprevistos" Episódio: "Malabarismos" Episódio: "Família" |
| 2010    | Força-Tarefa                | Cabo Moacir                  | Episódio: "Roleta Russa"                                             |
| 2010    | A Cura                      | Pai de Ezequiel              | Episódios: "24–31 de agosto"                                         |
| 2011    | Divã                        | Carlos Alencar               |                                                                      |
| 2011    | Cordel Encantado            | Capitão Herculano Araújo     |                                                                      |
| 2012    | O Brado Retumbante          | Paulo Ventura                |                                                                      |
| 2012    | Salve Jorge                 | Zyah Khalid                  |                                                                      |
| 2013    | Joia Rara                   | Raimundo Fonseca (Mundo)     |                                                                      |
| 2015    | Sete Vidas                  | João Miguel Oliveira Sanches |                                                                      |
| 2015    | Romance Policial - Espinosa | Espinosa                     |                                                                      |
| 2016    | Velho Chico                 | Santo dos Anjos              |                                                                      |

### Cinema
| Ano  | Titulo                                | Personagem       |
| ---- | ------------------------------------- | ---------------- |
| 2000 | Através da Janela                     | Ronald           |
| 2001 | A Partilha                            | Bernardo         |
| 2002 | A Paixão de Jacobina                  | Leonardo         |
| 2003 | Garotas do ABC                        | Valdomiro        |
| 2004 | O Piadista                            | Hebert           |
| 2005 | Olga Del Volga                        | Tonico           |
| 2006 | O Sonho de Inacim                     | Raul             |
| 2008 | A Erva do Rato                        | Gustavo          |
| 2009 | Paredes Nuas                          | [ 33 ]           |
| 2009 | É Proibido Fumar                      | Zulian           |
| 2010 | Segurança Nacional                    | Abner            |
| 2011 | País do Desejo                        | Hubert           |
| 2012 | A Noite dos Palhaços Mudos            | Palhaço          |
| 2012 | Gonzaga: de Pai pra Filho             | Coronel Raimundo |
| 2013 | Uma História de Amor e Fúria          | Leandro          |
| 2014 | A Grande Vitória                      | Cesar Trombini   |
| 2014 | Tarja Branca: A Revolução que Faltava | [ 36 ]           |
| 2015 | Através da Sombra                     | Afonso           |
| 2016 | De Onde Eu Te Vejo                    | Fábio            |
| 2016 | Vidas Partidas                        | Raul             |
| 2016 | Um Namorado Para Minha Mulher         | Corvo            |
| 2017 | Bingo: O Rei das Manhãs               | Aparício         |

### Publicidade
| Ano  | Titulo              |
| ---- | ------------------- |
| 2012 | Shopping Vitória    |
| 2012 | Highstil            |
| 2013 | Fuller              |
| 2015 | Santa Casa da Bahia |

## Teatro
| Ano  | Titulo                                 |
| ---- | -------------------------------------- |
| 1997 | Cia de Ballet                          |
| 2000 | Cabaré da Central                      |
| 2001 | À La Carte                             |
| 2002 | Luna Parke                             |
| 2002 | Pano de Roda                           |
| 2003 | Piratas do Tietê, O Filme              |
| 2004 | A Verdadeira História dos Super Heróis |
| 2006 | Feia – Uma comédia circense            |
| 2007 | Reprise                                |
| 2008 | A Noite dos Palhaços Mudos             |
| 2008 | O Médico e os Monstros                 |
| 2010 | Rádio Varieté                          |
| 2011 | Athletis                               |
| 2012 | Mistero Buffo                          |
| 2014 | Classificados                          |

## Prêmios e indicações
| Ano  | Prêmio                                         | Categoria                          | Trabalho                      | Resultado | Ref.          |
| ---- | ---------------------------------------------- | ---------------------------------- | ----------------------------- | --------- | ------------- |
| 2008 | Prêmio Shell de Teatro                         | Melhor Ator                        | A Noite dos Palhaços Mudos    | Venceu    | [ 59 ]        |
| 2011 | Melhores do ano - site "MdeMulher" (Ed. Abril) | Ator Revelação                     | Cordel Encantado              | Venceu    | [ 60 ]        |
| 2011 | Prêmio Extra de Televisão                      | Revelação Masculina                | Cordel Encantado              | Indicado  | [ 61 ]        |
| 2011 | Melhores do Ano                                | Melhor Ator Revelação              | Cordel Encantado              | Venceu    | [ 62 ]        |
| 2011 | Prêmio Quem de Televisão                       | Melhor Ator Coadjuvante            | Cordel Encantado              | Indicado  | [ 63 ]        |
| 2012 | Prêmio Contigo! de TV                          | Revelação da TV                    | Cordel Encantado              | Venceu    | [ 64 ]        |
| 2012 | Prêmio Shell de Teatro                         | Melhor Ator                        | Mistero Buffo                 | Indicado  | [ 65 ]        |
| 2013 | Prêmio Contigo! de TV                          | Melhor Ator de Série ou Minissérie | O Brado Retumbante            | Venceu    | [ 66 ] [ 67 ] |
| 2013 | Prêmio Quem de Televisão                       | Melhor Ator                        | Salve Jorge                   | Indicado  | [ 68 ]        |
| 2013 | Prêmio Contigo! de TV                          | Ator de Novela                     | Salve Jorge                   | Indicado  |               |
| 2013 | Grande Prêmio do Cinema Brasileiro             | Melhor Ator Coadjuvante            | Gonzaga: de Pai pra Filho     | Indicado  | [ 69 ]        |
| 2015 | Prêmio Quem de Televisão                       | Melhor Ator                        | Sete Vidas                    | Indicado  |               |
| 2015 | Troféu APCA                                    | Melhor Ator                        | Sete Vidas                    | Indicado  | [ 70 ]        |
| 2016 | Prêmio Extra de Televisão                      | Melhor Ator                        | Velho Chico                   | Venceu    | [ 71 ]        |
| 2016 | Troféu APCA                                    | Grande Prêmio da Crítica           | Velho Chico                   | Venceu    | [ 72 ]        |
| 2016 | Prêmio Quem de Televisão                       | Melhor Ator                        | Velho Chico                   | Venceu    | [ 73 ]        |
| 2017 | Grande Prêmio do Cinema Brasileiro             | Melhor Ator                        | Um Namorado para Minha Mulher | Indicado  | [ 74 ] [ 75 ] |